# Grand Prix automobile de la Marne 1952
Le Grand Prix automobile de la Marne 1952 (XIIIe Grand Prix de la Marne), disputé sous la réglementation Formule 2 sur le circuit de Reims-Gueux le 29 juin 1952, est le quatrième des huit Grands Prix de France organisés en 1952, disputé après Pau, Marseille et Paris, et précédant ceux de Rouen, Les Sables-d'Olonne, Saint-Gaudens et La Baule. Il fut remporté par Jean Behra, sur Gordini.

## Le circuit
Par rapport à l'année précédente, le rapide circuit de Reims a été modifié, une bretelle évitant maintenant le village de Gueux, réduisant le développement de la piste d'environ 600 mètres. L'extension du circuit par la réalisation d'une bretelle nord est également prévue, mais ces travaux ne seront terminés qu'en 1953. La course réservée aux voitures de Sport et le Grand Prix 1952 se déroulent donc sur le tracé provisoire de 7,2 km.

## Coureurs inscrits
| no | Pilote                        | Écurie            | Constructeur   | Châssis           | Moteur         | Pneumatiques |
| -- | ----------------------------- | ----------------- | -------------- | ----------------- | -------------- | ------------ |
| 2  | Robert Manzon                 | Equipe Gordini    | Gordini        | Gordini T16       | Gordini L6     | E            |
| 4  | Jean Behra                    | Equipe Gordini    | Gordini        | Gordini T16       | Gordini L6     | E            |
| 6  | Prince Bira                   | Equipe Gordini    | Gordini        | Gordini T16       | Gordini L6     | E            |
| 8  | Maurice Trintignant           | Equipe Gordini    | Simca-Gordini  | Simca-Gordini T15 | Gordini L4     | E            |
| 10 | Alberto Ascari                | Scuderia Ferrari  | Ferrari        | Ferrari 500       | Ferrari L4     | P            |
| 12 | Giuseppe Farina               | Scuderia Ferrari  | Ferrari        | Ferrari 500       | Ferrari L4     | P            |
| 14 | Luigi Villoresi               | Scuderia Ferrari  | Ferrari        | Ferrari 500       | Ferrari L4     | P            |
| 16 | Lance Macklin                 | HW Motors         | HWM            | HWM 52            | Alta L4        | D            |
| 18 | Peter Collins                 | HW Motors         | HWM            | HWM 52            | Alta L4        | D            |
| 20 | Yves Giraud-Cabantous         | HW Motors         | HWM            | HWM 52            | Alta L4        | D            |
| 22 | Emmanuel de Graffenried       | Enrico Platé      | Maserati-Platé | Maserati-Platé    | Maserati L4    | P            |
| 24 | Harry Schell                  | Enrico Platé      | Maserati-Platé | Maserati-Platé    | Maserati L4    | P            |
| 26 | Stirling Moss                 | HW Motors         | HWM            | HWM 52            | Alta L4        | D            |
| 28 | Gianfranco Comotti            | Scuderia Marzotto | Ferrari        | Ferrari 166       | Ferrari V12    | P            |
| 30 | Piero Carini                  | Scuderia Marzotto | Ferrari        | Ferrari 166       | Ferrari V12    | P            |
| 32 | Alan Brown                    | Ecurie Richmond   | Cooper         | Cooper T20        | Bristol L6     | D            |
| 34 | Eric Brandon                  | Ecurie Richmond   | Cooper         | Cooper T20        | Bristol L6     | D            |
| 36 | Élie Bayol                    | Privé             | O.S.C.A.       | OSCA MT4          | O.S.C.A. L4    | P            |
| 38 | Louis Rosier                  | Écurie Rosier     | Ferrari        | Ferrari 500       | Ferrari L4     | D            |
| 40 | Robin Montgomerie-Charrington | WS Aston          | WS Aston       | Aston NB41        | Butterworth F4 | D            |
| 42 | Mike Hawthorn                 | Archie Bryde      | Cooper         | Cooper T20        | Bristol L6     | D            |
| 44 | Johnny Claes                  | Écurie Belge      | Simca-Gordini  | Simca-Gordini T15 | Gordini L4     | E            |
| 46 | Peter Whitehead               | Privé             | Alta           | Alta F2           | Alta L4        | D            |

## Grille de départ du Grand Prix

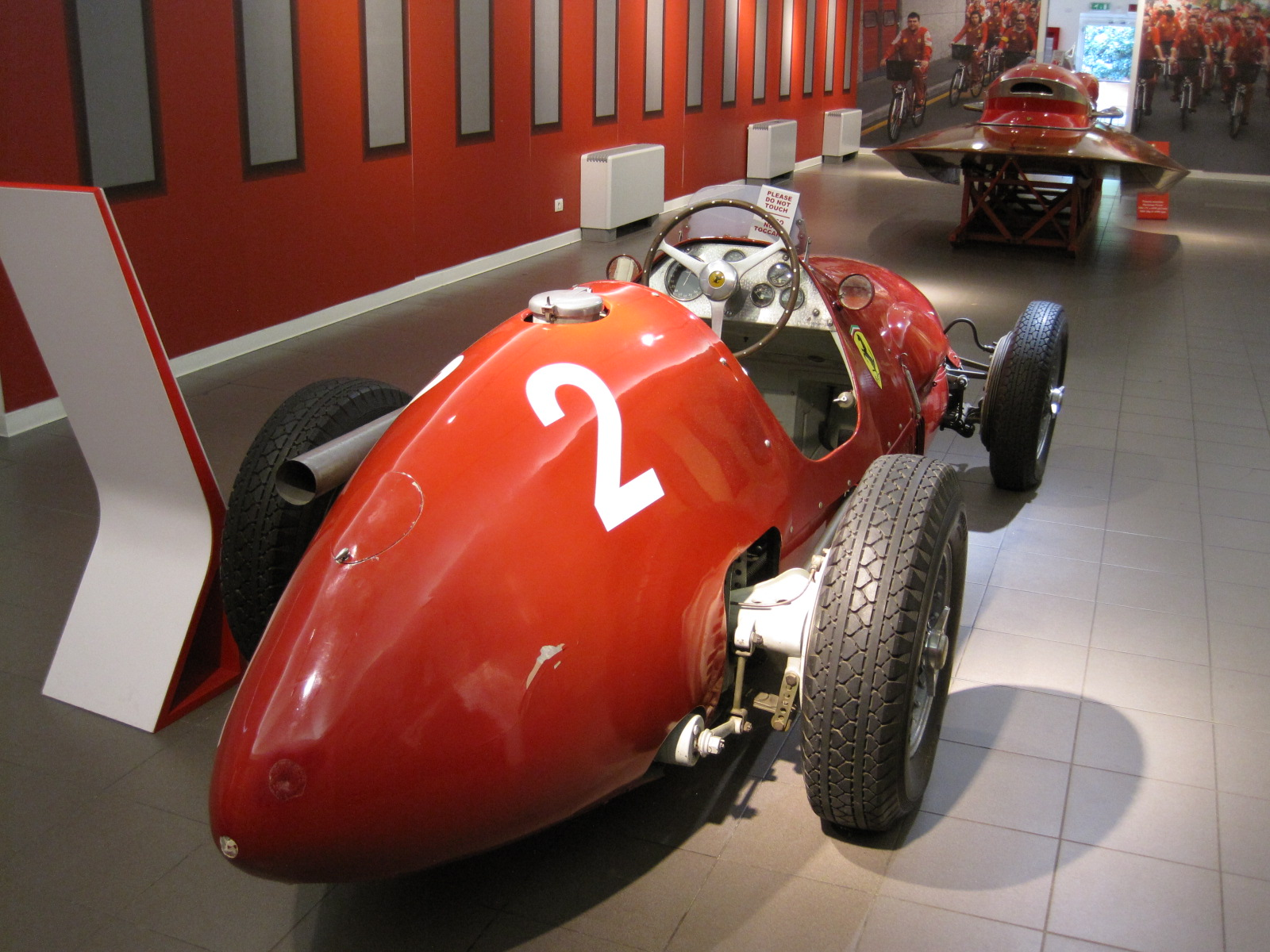
Nouvelle pole position pour la Ferrari 500 d'Alberto Ascari.

| 1re ligne | Pos. 3                      |                                   | Pos. 2                       |                                        | Pos. 1                         |
|           | Manzon Gordini 2 min 28 s 3 |                                   | Farina Ferrari 2 min 28 s 0  |                                        | Ascari Ferrari 2 min 26 s 2    |
| 2e ligne  |                             | Pos. 5                            |                              | Pos. 4                                 |                                |
|           |                             | Villoresi Ferrari 2 min 32 s 0    |                              | Behra Gordini 2 min 28 s 6             |                                |
| 3e ligne  | Pos. 8                      |                                   | Pos. 7                       |                                        | Pos. 6                         |
|           | Carini Ferrari 2 min 37 s 3 |                                   | Brown Cooper 2 min 37 s 1    |                                        | Bira Gordini 2 min 34 s 0      |
| 4e ligne  |                             | Pos. 10                           |                              | Pos. 9                                 |                                |
|           |                             | Moss HWM 2 min 40 s 2             |                              | Hawthorn Cooper 2 min 40 s 1           |                                |
| 5e ligne  | Pos. 13                     |                                   | Pos. 12                      |                                        | Pos. 11                        |
|           | Cabantous HWM 2 min 41 s 9  |                                   | Brandon Cooper 2 min 41 s 4  |                                        | Rosier Ferrari 2 min 40 s 7    |
| 6e ligne  |                             | Pos. 15                           |                              | Pos. 14                                |                                |
|           |                             | Whitehead Alta 2 min 42 s 2       |                              | Trintignant Simca-Gordini 2 min 42 s 1 |                                |
| 7e ligne  | Pos. 18                     |                                   | Pos. 17                      |                                        | Pos. 16                        |
|           | Macklin HWM 2 min 43 s 5    |                                   | Comotti Ferrari 2 min 42 s 7 |                                        | Collins HWM 2 min 42 s 5       |
| 8e ligne  |                             | Pos. 20                           |                              | Pos. 19                                |                                |
|           |                             | Graffenried Maserati 2 min 44 s 1 |                              | Claes Simca-Gordini 2 min 43 s 8       |                                |
| 9e ligne  |                             |                                   | Pos. 22                      |                                        | Pos. 21                        |
|           |                             |                                   | Schell Maserati 2 min 48 s 3 |                                        | Montgomerie Aston 2 min 44 s 5 |

- Seuls vingt-deux pilotes s'alignent au départ (sur vingt-trois inscrits), l'O.S.C.A. du Français Élie Bayol n'ayant pu être préparée à temps pour l'épreuve.

## La course
En lever de rideau du Grand Prix est organisée une course de voitures de sports, dont le départ est donné à onze heures. Robert Manzon y participe au volant d'une Gordini 19 GCS. Au cours du seizième tour, alors qu'il domine nettement l'épreuve, la roue avant droite de la Gordini se bloque; incontrôlable, la voiture se dirige droit vers un pylône et Manzon n'a d'autre recours que de sauter de la voiture pour éviter le choc. Il s'en tire avec des blessures superficielles au bras gauche, un incident fâcheux pour celui qui s'était montré le plus rapide de l'équipe Gordini au cours des essais du Grand Prix.
Ce n'est d'ailleurs pas l'unique souci de la petite équipe Gordini : la veille, Jean Behra avait signalé des grognements du pont arrière en sortie de virage serré au chef mécanicien Robert Aumaitre. Au petit matin, celui-ci, après avoir essayé lui-même la monoplace de Behra sur route ouverte et effectué quelques travers, a pu également constater qu'il y avait un bruit inquiétant à ce niveau. Le démontage du nez de pont fait apparaître un sérieux problème de montage, et faute de temps l'équipe des mécaniciens effectue une réparation de fortune, espérant qu'elle tienne toute la course. Robert Aumaitre donne pour consigne de n'en souffler mot ni à Behra (pour ne pas le démotiver), ni à Amédée Gordini dont il redoute la colère.

### Déroulement du Grand Prix
Le départ du Grand Prix est donné à quinze heures, sous un soleil de plomb, devant cinquante mille spectateurs. Malgré son accident survenu le matin même, Robert Manzon s'aligne courageusement sur la grille, à l'extérieur de la première ligne, l'avant-bras gauche complètement bandé. Parti en seconde ligne, Jean Behra (Gordini) est le plus prompt et se porte immédiatement à la hauteur de son coéquipier Manzon et d'Alberto Ascari (Ferrari). À la fin du premier tour, il compte une quarantaine de mètres d'avance sur Ascari. Les deux hommes se détachent rapidement du reste du peloton. Au second passage, Ascari est revenu à la hauteur de Behra; l'Italien prend la tête au début du troisième tour, mais le Français parvient à reprendre l'avantage peu après. Au quatrième passage devant les tribunes, les deux voitures sont toujours roues dans roues, avec un mince avantage pour Ascari. Plus loin suivent Giuseppe Farina et Luigi Villoresi (Ferrari), talonnés par Manzon. Behra augmente alors la cadence, reprend la tête et commence à se détacher de son adversaire. Il termine ce cinquième tour avec quelques longueurs d'avance sur Ascari, tandis que Villoresi a abandonné, allumage défaillant.
Behra améliore régulièrement le record de la piste et compte désormais plusieurs secondes d'avance sur Ascari, qui s'arrête à son stand à la fin du quatorzième tour pour remplacement des bougies. L'opération est relativement longue, et la Ferrari a perdu de nombreuses places lorsqu'elle repart, maintenant pilotée par Villoresi. En seconde position, Farina compte alors une quinzaine de secondes de retard sur la Gordini de tête, alors que Manzon, malgré sa blessure, occupe la troisième place, loin devant son coéquipier Bira. Farina augmente le rythme et se lance à la poursuite de l'homme de tête, mais celui-ci, bien renseigné par son stand, parvient à conserver son avance. Après une heure de course, seize secondes séparent les deux hommes de tête. Manzon est toujours troisième, devant Bira et la Ferrari privée de Louis Rosier.
Au cours de la seconde heure, la situation reste inchangée. À un record du tour de Farina, Behra réplique par un autre, si bien qu'aux deux tiers de la course il a porté son avance à vingt-quatre secondes. Inquiétude tout de même dans le camp Gordini car Manzon, qui se maintenait en troisième position, vient d'abandonner sur casse du pont arrière, et les mécaniciens savent qu'un problème similaire peut survenir à tout moment sur la monoplace de Behra. Bira occupe maintenant la troisième place, devant Villoresi, bien remonté au classement.
Au début de la troisième heure, Ascari reprend le volant de sa voiture. Il vise la troisième place alors détenue par Bira. Farina se contente désormais d'assurer sa deuxième place, ce qui permet à Behra, qui dispose maintenant d'une cinquantaine de secondes d'avance, de lever également le pied, permettant à Ascari, maintenant troisième et auteur du meilleur tour en course, de se dédoubler. Malgré la réparation succincte du pont arrière, la Gordini va jusqu'au bout de l'épreuve et Behra remporte une très belle victoire sur les Ferrari de Farina et Ascari.

### Classements intermédiaires
Classements intermédiaires des monoplaces aux premier, quatrième et dixième tours, une heure et deux heures de course.

### Classement de la course
| Pos  | No | Pilote                         | Voiture           | Tours | Temps/Abandon               | Grille | Points |
| ---- | -- | ------------------------------ | ----------------- | ----- | --------------------------- | ------ | ------ |
| 1    | 4  | Jean Behra                     | Gordini           | 71    | 3 h 00 min 53 s             | 4      | 8      |
| 2    | 12 | Giuseppe Farina                | Ferrari           | 70    | + 1 tour                    | 2      | 6      |
| 3    | 10 | Alberto Ascari Luigi Villoresi | Ferrari           | 70    | + 1 tour                    | 1      | 3 2    |
| 4    | 6  | Prince Bira                    | Gordini           | 69    | + 2 tours                   | 6      | 3      |
| 5    | 38 | Louis Rosier                   | Ferrari           | 65    | + 6 tours                   | 11     | 2      |
| 6    | 44 | Johnny Claes                   | Simca-Gordini     | 64    | + 7 tours                   | 19     |        |
| 7    | 42 | Mike Hawthorn                  | Cooper-Bristol    | 64    | + 7 tours                   | 9      |        |
| 8    | 20 | Yves Giraud Cabantous          | HWM-Alta          | 64    | + 7 tours                   | 13     |        |
| 9    | 22 | Emmanuel de Graffenried        | Maserati          | 61    | + 10 tours                  | 20     |        |
| 10   | 26 | Stirling Moss                  | HWM-Alta          | 60    | + 11 tours                  | 10     |        |
| 11   | 34 | Eric Brandon Alan Brown        | Cooper-Bristol    | 58    | + 13 tours                  | 12     |        |
| Abd. | 2  | Robert Manzon                  | Gordini           | 49    | Pont arrière                | 3      |        |
| Abd. | 24 | Harry Schell                   | Maserati          | 24    | ?                           | 22     |        |
| Abd. | 16 | Lance Macklin                  | HWM-Alta          | 23    | Allumage                    | 18     |        |
| Abd. | 30 | Piero Carini                   | Ferrari           | 17    | ?                           | 8      |        |
| Abd. | 40 | Robin Montgomerie-Charrington  | Aston-Butterworth | 15    | Transmission                | 21     |        |
| Abd. | 18 | Peter Collins                  | HWM-Alta          | 13    | Moteur                      | 16     |        |
| Abd. | 28 | Gianfranco Comotti             | Ferrari           | 11    | Moteur                      | 17     |        |
| Abd. | 32 | Alan Brown                     | Cooper-Bristol    | 5     | Radiateur                   | 7      |        |
| Abd. | 14 | Luigi Villoresi                | Ferrari           | 4     | Allumage                    | 5      |        |
| Abd. | 46 | Peter Whitehead                | Alta              | 3     | Boîte de vitesses           | 15     |        |
| Abd. | 8  | Maurice Trintignant            | Simca-Gordini     | 2     | Moteur                      | 14     |        |
| Np.  | 36 | Élie Bayol                     | O.S.C.A.          | -     | Forfait (voiture non prête) | -      |        |

Légende :
- Abd.=Abandon
- Np. =Non partant

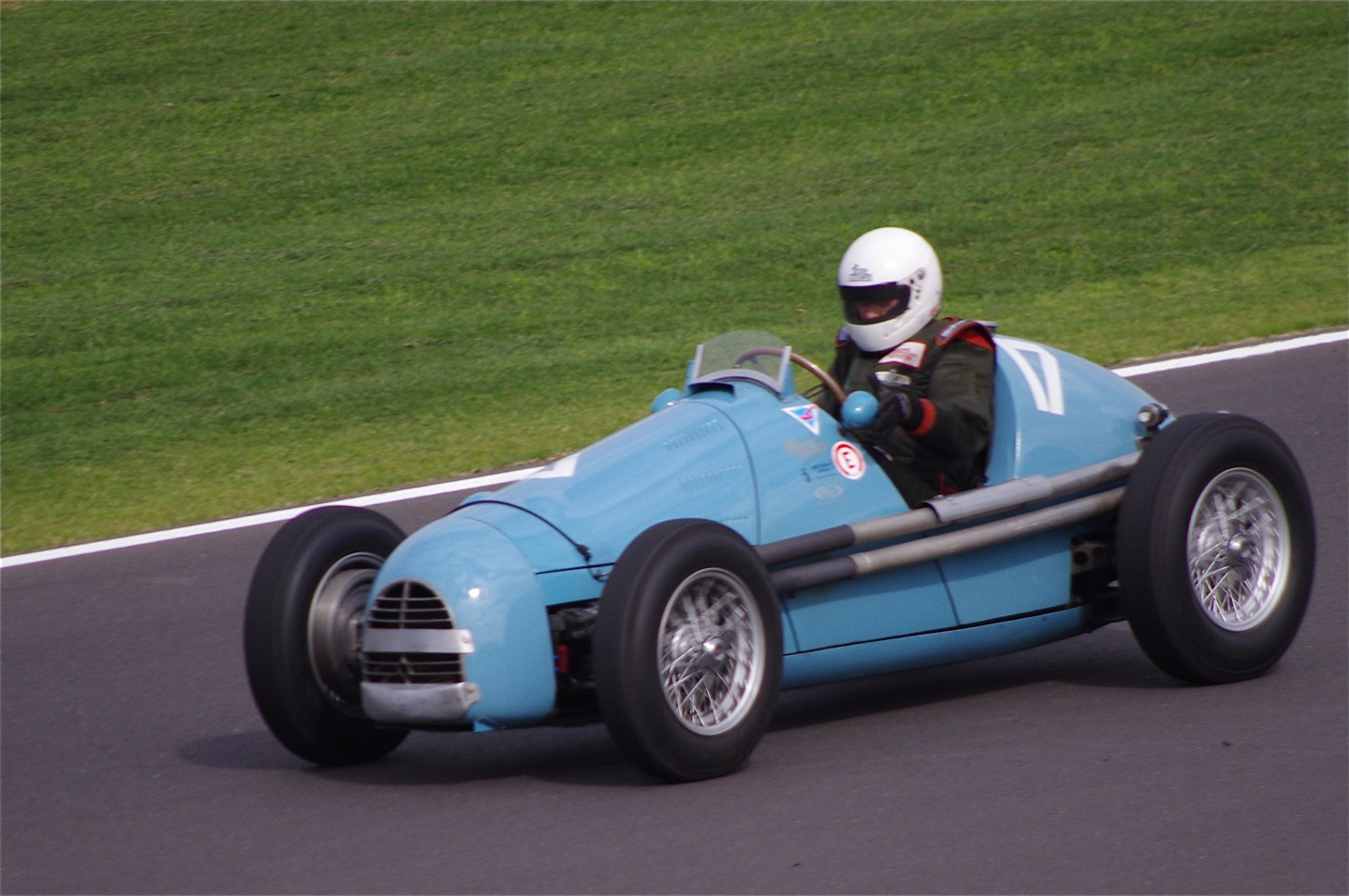
Première victoire pour la Gordini T16 (vue ici lors d'une course historique)

- Les points sont comptabilisés pour le classement global des Grands Prix de France, suivant le même principe que le championnat du monde des pilotes[7].

### Pole position & Record du tour
- Pole position :  Alberto Ascari en 2 min 26 s 2 (vitesse moyenne : 177,242 km/h).
- Meilleur tour en course :  Alberto Ascari en 2 min 28 s 2 (vitesse moyenne : 174,850 km/h) au soixante-et-unième tour.

#### Évolution du record du tour en course
Le record du tour fut amélioré à maintes reprises au cours de l'épreuve, révélant l'intensité de la lutte en tête.

### Tours en tête
- Jean Behra : 70 tours (1-3 / 5-71)
- Alberto Ascari : 1 tour (4)

## À noter
- Voitures copilotées
  - n°10 : Alberto Ascari (14 tours) puis Luigi Villoresi (35 tours), puis à nouveau Alberto Ascari (21 tours)
  - n°34 : Eric Brandon puis Alan Brown